# 藤田一郎 (衆議院議員)

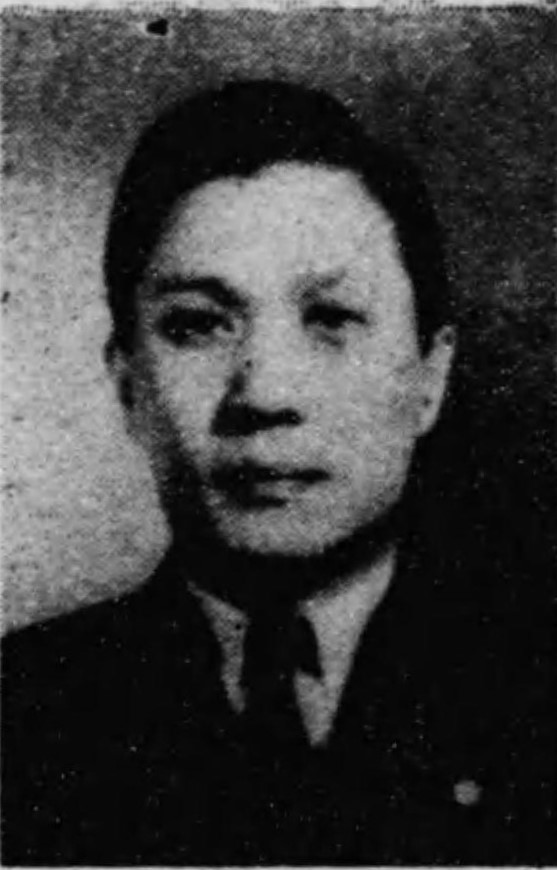
藤田一郎

藤田 一郎（ふじた いちろう、旧姓・藪原、前名・榮、1914年〈大正3年〉1月4日 - 没年不明）は、日本の政治家、実業家。衆議院議員（広島県第一区選出）。

## 経歴
福岡県、藪原武彦の三男。1936年3月、東京帝国大学法学部法律学科を卒業。鉄道省に勤務する。1946年4月、第22回衆議院議員総選挙に無所属で出馬し、衆議院議員に当選。同年11月、藤田組（現フジタ）取締役副社長に就任。
藤田組副社長、広島バス会長、藤栄工業、藤栄林業各社長などをつとめる。1947年4月、第23回衆議院議員総選挙に日本社会党から出馬し、衆議院議員に当選。社会革新党に所属。1948年5月、竹中工務店に関する融資問題で衆議院不当財産取引調査特別委員会に証人喚問された。

## 人物
趣味は読書。浄土真宗を信奉する。

## 家族・親族
藤田家
- 養父・一郎（1886年 - 1949年、広島県多額納税者、土木建築請負業、広島藤田組社長）[3]
- 妻・スミエ（1918年 - ?、養父一郎の長女）[3][7]
- 長男[3]
- 二男・宙靖[3]（法学者、東北大学名誉教授、最高裁判所裁判官、1940年 - ）
- 三男[5]
- 長女[5]

親戚
- 養父一郎の弟・藤田定市（フジタ工業会長）
- 養父一郎の甥・藤田正明（参議院議員）